# عمو پورنگ
عمو پورنگ شخصیتی تلویزیونی در برنامه کودک صدا و سیمای جمهوری اسلامی ایران است که نقش آن را داریوش فرضیایی ایفا می‌کند.

## تاریخچه
نخستین حضور داریوش فرضیایی در تلویزیون به سال ۱۳۷۶ و حضور در برنامه «ما و شما» بازمی‌گردد که این برنامه به پخش انیمیشن‌های درخواستی بچه‌ها اختصاص داشت. دو سال بعد و در سال ۱۳۷۸ در برنامه پورنگ و تورنگ حضور داشت که این برنامه به صورت ضبط‌شده و تولیدی پخش می‌شد. در فروردین سال ۱۳۸۰ برنامه‌ای به نام عمو پورنگ را به‌صورت زنده به تهیه‌کنندگی مسلم آقاجان‌زاده و کارگردانی احمد درویشعلی پور که سه‌روز در هفته به‌صورت زنده از شبکه یک سیما بر روی آنتن می‌رفت را اجرا می‌کرد اما از ابتدای سال ۱۳۸۸ پخش زنده آن قطع و تنها یک روز در هفته از شبکه دو سیما به صورت ضبط شده پخش می‌شد. اجرای این برنامه بر عهده عمو پورنگ و با همراهی امیرمحمد متقیان بود. این مجموعه پس از پخش ۱۴۱ قسمت، در فروردین ۱۳۹۳، به کار خود پایان داد. عمو پورنگ در سال ۱۳۹۵ در مجموعه محله گل و بلبل در سه فصل ایفای نقش کرد و این مجموعه تلویزیونی روی آنتن شبکه دو رفت. چند ماه بعد عمو پورنگ با برنامه عیدانه عمو پورنگ به تلویزیون بازگشت و در مورد کرونا و… با بچه‌ها گفتگو کرد. ماه رمضان عمو پورنگ با برنامه بچه محل دوباره به تلویزیون بازگشت و این مجموعه تلویزیونی در سه فصل روی آنتن شبکه دو رفت و به کار خود پایان داد.سپس در فروردین ۱۴۰۰ عمو پورنگ با برنامه کلبه عمو پورنگ دوباره به تلویزیون بازگشت و این مجموعه تلویزیونی روی آنتن شبکه دو رفت و در ۳۰ آذر ۱۴۰۰ به پایان رسید. پس از پایان کلبه عمو پورنگ در نوروز ۱۴۰۱ برنامه عیدانه عموپورنگ دوباره آغاز شد.
در تاریخ ۱۸ آذر ۱۴۰۰ شایعاتی مبنی‌بر اخراج عمو پورنگ از صدا و سیما از خبرگزاری‌های مختلف و شبکه‌های ماهواره‌ای منتشر شد که حواشی زیادی به دنبال داشت اما این شایعه توسط روابط عمومی صدا و سیما تکذیب شد.

## حاشیه‌ها
محمود احمدی‌نژاد، رئیس‌جمهور وقت ایران در ۲۸ تیر ۹۱ در سخنرانی افتتاح شبکه پویا گفت: «نمی‌توان بدون عمو پورنگ، امیرمحمد و آقای روشن‌پژوه زندگی کرد.»
در زمستان سال ۱۳۹۲ عمو پورنگ کلیدی را با نام کلید دروغ در برنامه خود نشان داد که رسانه‌ها و سایت‌های اصلاح‌طلب با توجه به شباهت آن به کلید نشان داده شده در برنامه‌های تبلیغاتی حسن روحانی، عملاً آن را توهین به حسن روحانی دانستند. استفاده از رپرتاژ آگهی در برنامه تلویزیونی برای کودکان هم باعث انتقادات شدیدی از برنامه عمو پورنگ شده است.